# チアメトキサム
チアメトキサム(Thiamethoxam)は、ネオニコチノイド系の殺虫剤である。商品名はアクタラ。多くの種類の昆虫に効果がある。2014年と2016年にヨーロッパで独立に行われた研究によると、マルハナバチに負の影響を与える。

## 歴史
チアメトキサムはシンジェンタによって開発されたが、既にイミダクロプリド等の他のネオニコチノイドの特許を持っていたバイエルとの間で訴訟となった。2002年に決着し、シンジェンタはバイエルに1億2000万ドルを支払うこととなった。

## 作用機構
チアメトキサムは幅広い種類に効果がある浸透殺虫剤であり、このことは、植物に素早く吸収され、花粉を含む植物全体に運ばれて、昆虫による摂食を阻む。昆虫は胃から吸収するか気管系等からの直接接触により摂取する。この化合物は、中枢神経系のニコチン性アセチルコリン受容体を妨害することによって、神経細胞間の情報伝達の過程に入り、最終的に昆虫の筋肉を麻痺させる:17。
シンジェンタは、チアメトキサムは植物の生理反応を引き起こし、それが植物の様々なストレス応答メカニズムに関与する特殊な「機能タンパク質」を発現させることによって、成長力を向上すると主張している:16。

## 毒性
ネオニコチノイドの哺乳類に対する昆虫への選択毒性は、アセチルコリン受容体への高い選択性のためである。
国際連合食糧農業機関(FAO)は、チアメトキサムを「ヒトに若干有害（WHOクラスIII）」と評価している。飲み込むと有害であるが、皮膚や目に対する刺激性はなく、in vitro及びin vivoの毒性試験でも変異原性は見られなかった:20。
FAOは、チアメトキサムを魚類、ミジンコ、藻類に対しては無毒、鳥類に対しては中程度の毒性、小昆虫に対しては高い毒性、特にハチに対しては急性毒性としている:20。化学品の分類および表示に関する世界調和システムの分類では「飲み込むと有害。水生生物には、長期影響を伴って非常に高い毒性」とされている:20。
チアメトキサムの代謝物クロチアニジンは、ハチ1匹あたり0.05-2ナノグラムの亜致死量で、少なくとも1999年から採餌活動を低下させていることが知られているが、2012年にRFIDタグを付けたミツバチによって定量され、ハチ1匹あたり0.5ナノグラムかそれ以上で、採餌飛行時間がより長くなることが分かった。

## 規制

### アメリカ合衆国
アメリカ合衆国では、木材保存剤と殺虫剤としての利用が1999年に初めて認められた:4 & 14。2014年時点で、様々な穀物への使用が認められている。
2014年9月5日、シンジェンタはアメリカ合衆国環境保護庁に対し、多くの穀物へのチアメトキサムの利用の規制緩和を要請した。中期から終期の昆虫の害に対処するために、種子の処理ではなく葉への散布が可能になるように求めている。

### 欧州連合
2012年、ハチが塵、花粉、花蜜等からこれまで未検出のルートでネオニコチノイドを摂取しており、ナノグラム以下の毒性の影響によって、死には至らないものの巣に戻ることができなくなり、蜂群崩壊症候群を引き起こしているとする独立の研究論文がいくつか発表された。しかし、2014年以前の研究では大きな影響は見つからなかった。これらの報告は欧州食品安全機関によって公式査読され、2013年1月にネオニコチノイドがミツバチに許容できないほど高いリスクを引き起こしていると発表した。2013年4月、欧州連合は、2年間のネオニコチノイド系殺虫剤の規制を決議した。この規制により、ハチを引き付ける穀物へのイミダクロプリド、クロチアニジン、チアメトキサムの使用が禁止された。
2018年2月、欧州食品安全機関は、ネオニコチノイドがミツバチと野生のハチの両方に深刻な危険をもたらしていることを示す新しい報告書を公開した。2018年4月、欧州連合加盟国は、3種類の主なネオニコチノイド（イミダクロプリド、クロチアニジン、チアメトキサム）の屋外での利用を禁止する決定を行った。

### その他の国
農業、ブドウ栽培、園芸への幅広い利用が認められている:17。